# 上總興津站
上總興津站（日语：／ Kazusa-Okitsu eki */?）是位於千葉縣勝浦市興津307番6號，東日本旅客鐵道（JR東日本）的外房線車站。

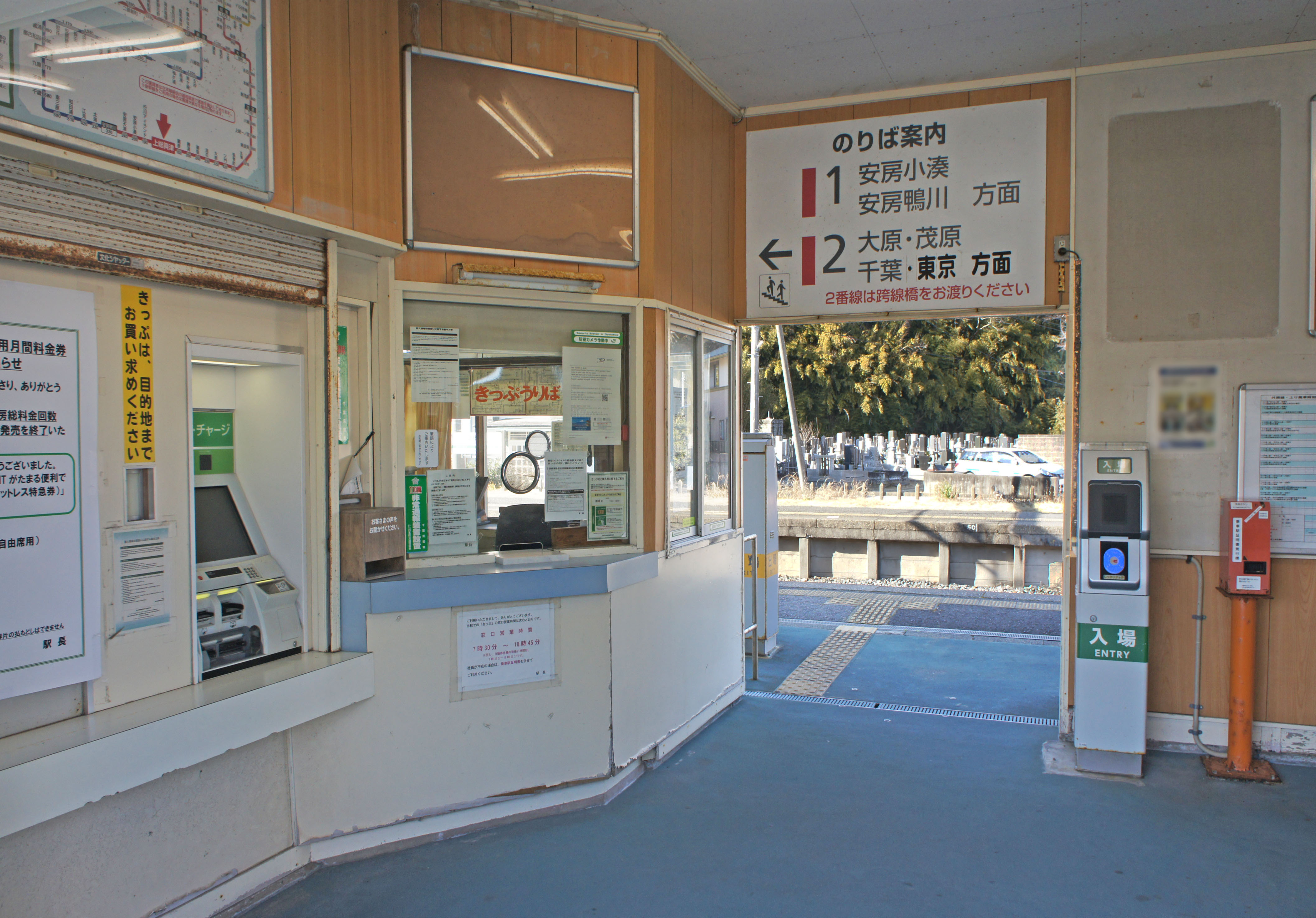
驗票口（2022年2月）

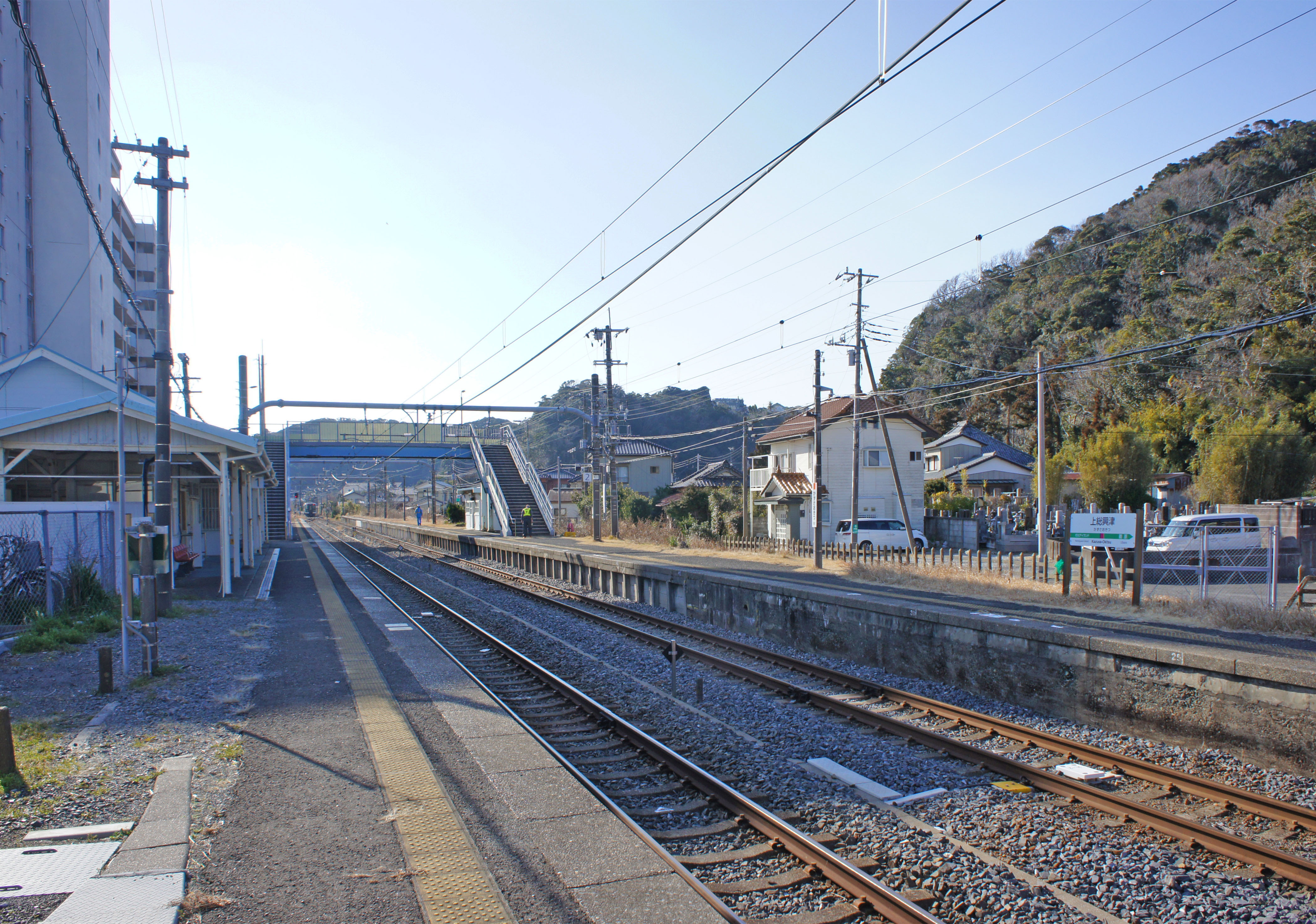
月台（2022年2月）

## 歷史
此站至勝浦站之間的延伸工程在1925年（大正14年）7月開始動工，由於中途有許多隧道使建設時很困難。
- 1927年（昭和2年）4月1日：車站啟用[1]。由於收地問題使車站延遲啟用[2]。
- 1987年（昭和62年）4月1日：伴隨國鐵分割民營化，車站由東日本旅客鐵道（JR東日本）營運[1]。
- 2009年（平成21年）3月14日：此站可以使用IC卡「Suica」[3]。成為東京近郊區間區域內[3]。

## 車站構造
本站是地面車站，設有2面2線的相對式月台。月台沒有提高高度。兩月台之間設有跨線橋連接。本站的站房為木造建築物。在上行月台上設有候車室。
此站是由勝浦站管理的業務委託車站，委托JR東日本車站服務負責車站業務。此站沒有綠色窗口，但是設有售票處，使用POS終端售賣車票。此站也設有短距離車票的自動售票機和簡易Suica閘機。

### 月台
| 月台 | 路線    | 上下行 | 方向                       |
| ---- | ------- | ------ | -------------------------- |
| 1    | ■外房線 | 下行   | 安房小湊、安房鴨川方向     |
| 2    | ■外房線 | 上行   | 大原、茂原、千葉、東京方向 |

參考
- 月台可容納10卡車廂。

## 使用狀況
在2019年（令和元年）度1日平均乘車人次為182人，以下為乘車人次變化列表：
| 乘車人次變化       | 乘車人次變化     | 乘車人次變化 |
| 年度               | 1日平均 乘車人次 | 參考資料     |
| ------------------ | ---------------- | ------------ |
| 1990年（平成02年） | 571              | [ * 1 ]      |
| 1991年（平成03年） | 560              | [ * 2 ]      |
| 1992年（平成04年） | 554              | [ * 3 ]      |
| 1993年（平成05年） | 486              | [ * 4 ]      |
| 1994年（平成06年） | 472              | [ * 5 ]      |
| 1995年（平成07年） | 450              | [ * 6 ]      |
| 1996年（平成08年） | 444              | [ * 7 ]      |
| 1997年（平成09年） | 414              | [ * 8 ]      |
| 1998年（平成10年） | 386              | [ * 9 ]      |
| 1999年（平成11年） | 357              | [ * 10 ]     |
| 2000年（平成12年） | 347              | [ * 11 ]     |
| 2001年（平成13年） | 340              | [ * 12 ]     |
| 2002年（平成14年） | 329              | [ * 13 ]     |
| 2003年（平成15年） | 302              | [ * 14 ]     |
| 2004年（平成16年） | 286              | [ * 15 ]     |
| 2005年（平成17年） | 275              | [ * 16 ]     |
| 2006年（平成18年） | 276              | [ * 17 ]     |
| 2007年（平成19年） | 270              | [ * 18 ]     |
| 2008年（平成20年） | 266              | [ * 19 ]     |
| 2009年（平成21年） | 232              | [ * 20 ]     |
| 2010年（平成22年） | 225              | [ * 21 ]     |
| 2011年（平成23年） | 203              | [ * 22 ]     |
| 2012年（平成24年） | 209              | [ * 23 ]     |
| 2013年（平成25年） | 220              | [ * 24 ]     |
| 2014年（平成26年） | 207              | [ * 25 ]     |
| 2015年（平成27年） | 213              | [ * 26 ]     |
| 2016年（平成28年） | 206              | [ * 27 ]     |
| 2017年（平成29年） | 194              | [ * 28 ]     |
| 2018年（平成30年） | 188              | [ * 29 ]     |
| 2019年（令和元年） | 182              |              |

## 車站周邊

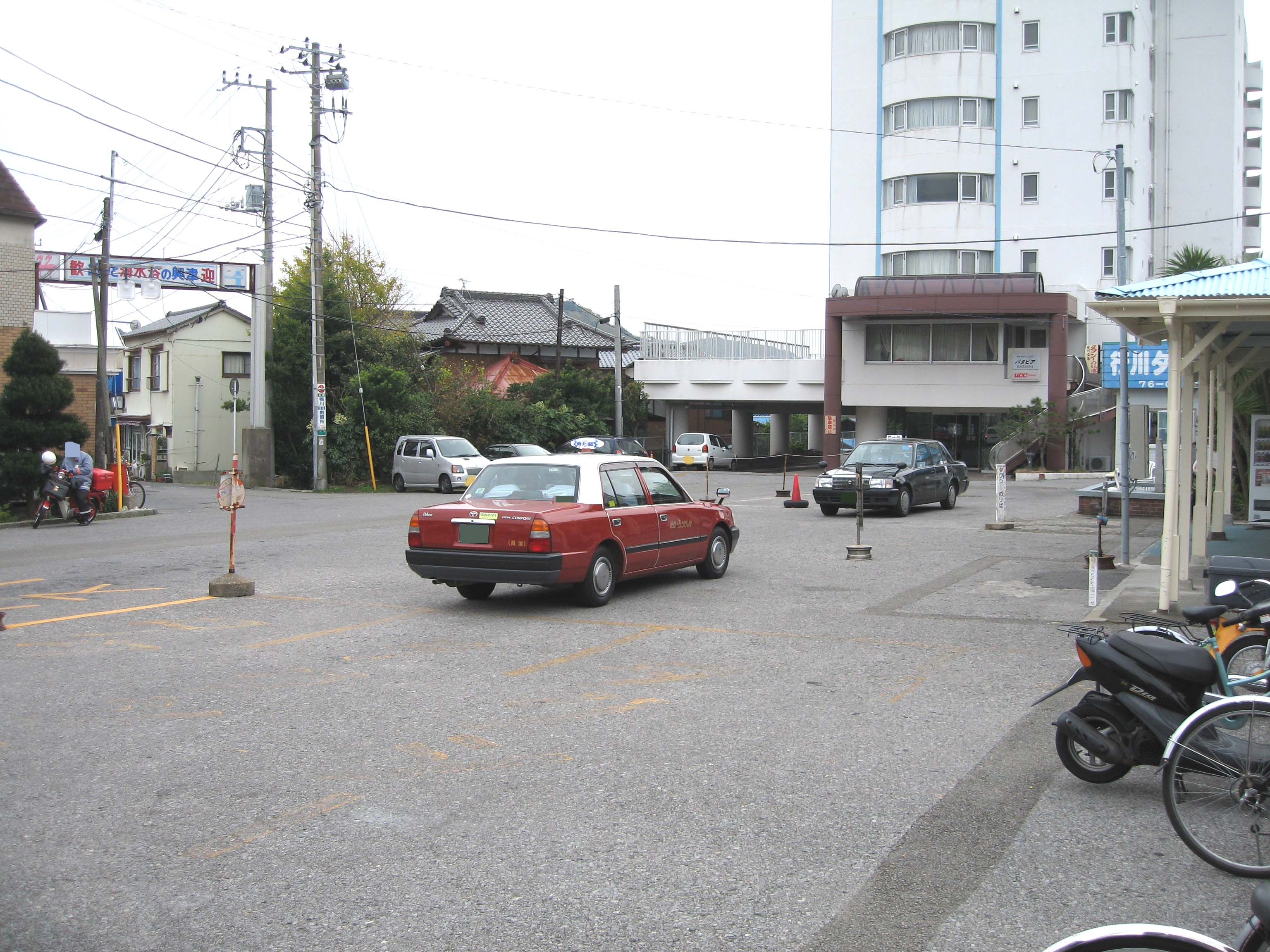
站前

- 國道128號（日语：国道128号）
- 千葉縣道234號上總興津停車場線（日语：千葉県道234号上総興津停車場線）
- 興津港（日语：興津港）
- 興津站前觀光詢問處
- 目黑區興津自然學園
- 勝浦市立興津中學
- 勝浦市立興津小學
- 興津郵局
- 妙覺寺（日语：妙覚寺 (勝浦市)）
- 守谷海灘（日语：守谷海水浴場）
- 興津海灘
- 興津港海濱公園
- 守谷洞窟

## 巴士路線
在車站迴旋路內設有前往勝浦站和Millenia勝浦方向的小湊鐵道巴士路線。

## 相鄰車站
東日本旅客鐵道（JR東日本）
■外房線
- 部分特急「若潮」停車站

鵜原－上總興津－行川島

## 注腳

### 使用狀況
1. ↑  千葉縣統計年鑑 （页面存档备份，存于）（日語） - 千葉縣

JR東日本2000年度以後的乘車人次
1. ↑  各駅の乗車人員（2000年度） （页面存档备份，存于）（日語） - JR東日本
2. ↑  各駅の乗車人員（2001年度） （页面存档备份，存于）（日語） - JR東日本
3. ↑  各駅の乗車人員（2002年度） （页面存档备份，存于）（日語） - JR東日本
4. ↑  各駅の乗車人員（2003年度） （页面存档备份，存于）（日語） - JR東日本
5. ↑  各駅の乗車人員（2004年度） （页面存档备份，存于）（日語） - JR東日本
6. ↑  各駅の乗車人員（2005年度） （页面存档备份，存于）（日語） - JR東日本
7. ↑  各駅の乗車人員（2006年度） （页面存档备份，存于）（日語） - JR東日本
8. ↑  各駅の乗車人員（2007年度） （页面存档备份，存于）（日語） - JR東日本
9. ↑  各駅の乗車人員（2008年度） （页面存档备份，存于）（日語） - JR東日本
10. ↑  各駅の乗車人員（2009年度） （页面存档备份，存于）（日語） - JR東日本
11. ↑  各駅の乗車人員（2010年度） （页面存档备份，存于）（日語） - JR東日本
12. ↑  各駅の乗車人員（2011年度） （页面存档备份，存于）（日語） - JR東日本
13. ↑  各駅の乗車人員（2012年度） （页面存档备份，存于）（日語） - JR東日本
14. ↑  各駅の乗車人員（2013年度） （页面存档备份，存于）（日語） - JR東日本
15. ↑  各駅の乗車人員（2014年度） （页面存档备份，存于）（日語） - JR東日本
16. ↑  各駅の乗車人員（2015年度） （页面存档备份，存于）（日語） - JR東日本
17. ↑  各駅の乗車人員（2016年度） （页面存档备份，存于）（日語） - JR東日本
18. ↑  各駅の乗車人員（2017年度） （页面存档备份，存于）（日語） - JR東日本
19. ↑  各駅の乗車人員（2018年度） （页面存档备份，存于）（日語） - JR東日本
20. ↑  各駅の乗車人員（2019年度） （页面存档备份，存于）（日語） - JR東日本

千葉縣統計年鑑
1. ↑  千葉縣統計年鑑（平成3年） （页面存档备份，存于）（日語）
2. ↑  千葉縣統計年鑑（平成4年） （页面存档备份，存于）（日語）
3. ↑  千葉縣統計年鑑（平成5年） （页面存档备份，存于）（日語）
4. ↑  千葉縣統計年鑑（平成6年） （页面存档备份，存于）（日語）
5. ↑  千葉縣統計年鑑（平成7年） （页面存档备份，存于）（日語）
6. ↑  千葉縣統計年鑑（平成8年） （页面存档备份，存于）（日語）
7. ↑  千葉縣統計年鑑（平成9年） （页面存档备份，存于）（日語）
8. ↑  千葉縣統計年鑑（平成10年） （页面存档备份，存于）（日語）
9. ↑  千葉縣統計年鑑（平成11年） （页面存档备份，存于）（日語）
10. ↑  千葉縣統計年鑑（平成12年） （页面存档备份，存于）（日語）
11. ↑  千葉縣統計年鑑（平成13年） （页面存档备份，存于）（日語）
12. ↑  千葉縣統計年鑑（平成14年） （页面存档备份，存于）（日語）
13. ↑  千葉縣統計年鑑（平成15年） （页面存档备份，存于）（日語）
14. ↑  千葉縣統計年鑑（平成16年） （页面存档备份，存于）（日語）
15. ↑  千葉縣統計年鑑（平成17年） （页面存档备份，存于）（日語）
16. ↑  千葉縣統計年鑑（平成18年） （页面存档备份，存于）（日語）
17. ↑  千葉縣統計年鑑（平成19年） （页面存档备份，存于）（日語）
18. ↑  千葉縣統計年鑑（平成20年） （页面存档备份，存于）（日語）
19. ↑  千葉縣統計年鑑（平成21年） （页面存档备份，存于）（日語）
20. ↑  千葉縣統計年鑑（平成22年） （页面存档备份，存于）（日語）
21. ↑  千葉縣統計年鑑（平成23年） （页面存档备份，存于）（日語）
22. ↑  千葉縣統計年鑑（平成24年） （页面存档备份，存于）（日語）
23. ↑  千葉縣統計年鑑（平成25年） （页面存档备份，存于）（日語）
24. ↑  千葉縣統計年鑑（平成26年） （页面存档备份，存于）（日語）
25. ↑  千葉縣統計年鑑（平成27年） （页面存档备份，存于）（日語）
26. ↑  千葉縣統計年鑑（平成28年） （页面存档备份，存于）（日語）
27. ↑  千葉縣統計年鑑（平成29年） （页面存档备份，存于）（日語）
28. ↑  千葉縣統計年鑑（平成30年） （页面存档备份，存于）（日語）
29. ↑  千葉縣統計年鑑（令和元年） （页面存档备份，存于）（日語）

## 外部連結
- 車站資訊（上總興津）：東日本旅客鐵道（日語）